# ماهی‌مرغان
ماهی‌مرغان (به لاتین: Ichthyornithes) یک گروه منقرض‌شده از پرندگان دندان‌دار است که بسیار نزدیک به جد مشترک همه پرندگان مدرن است. آنها از بقایای فسیلی یافت شده در اواخر دورۀ کرتاسه در آمریکای شمالی شناخته شده‌اند، اگرچه تنها یک گونه، Ichthyornis dispar، با سنگواره‌های کامل به اندازه کافی نامگذاری شده است. ماهی‌مرغان در مرز کرتاسه-پالئوژن، همراه با enantiornitheans، تمام دایناسورهای غیرپرنده دیگر، و بسیاری دیگر از گروه‌های جانوری و گیاهی منقرض شدند.

## پیدایش و تکامل
اولین ایکتیورنیته‌های شناخته‌شده در سنگواره‌های موجود در حدود 95 میلیون سال پیش، در دوران سنومانین کرتاسه پسین، ظاهر شده‌اند. بر اساس بقایای فسیلی تکه تکه، دو گونه شناخته‌شده موجود در سازند آشویل نامی ندارند، اما در کل بسیار شبیه به Ichthyornis dispar بودند. I. dispar خود دامنه زمانی بسیار طولانی داشت و نمونه‌های ارجاع‌شده به آن یا گونه‌های بسیار مشابه تقریباً بدون تغییر (به غیر از برخی نوسانات در اندازه متوسط بالغان) برای نزدیک به 10 میلیون سال وجود داشتند، زمانی که گونه‌های قابل ارجاع به I. dispar ناپدید شدند و توسط گونه‌های دیگر جایگزین شدند، هر چند هنوز تا حدودی مشابه، ichthyornitheans هستند. این واقعیت که به نظر می‌رسد که ichthyornitheans تقریباً در تمام طول دوره کرتاسه پایانی تقریباً بدون تغییر در اندازه و آناتومی عمومی خود وجود داشته‌اند، نشان می‌دهد که سرعت تکامل آنها در مقایسه با گونه‌های دیگر و معاصر پرندگان نزدیک به هم، مانند باخترمرغان، در حالت سکون نسبی بوده است. هم ایکتیورنیته‌ها و هم هسپرورنیته‌ها به شدت با اکوسیستم خود در دریای داخلی غربی که آمریکای شمالی را برای بیشتر دوره کرتاسه تقسیم کرده بود، مرتبط بودند. ممکن است در حالی که هسپرورنیته‌های آبی و بدون پرواز در آن زمان نسبت به تغییرات وسعت خط ساحلی و سطح دریا حساس‌تر بودند و تکامل و انطباق آن‌ها را به شکل‌های تخصصی‌تر هدایت می‌کردند، ایکتیورنیته‌های پرنده و پرستودریایی‌مانند به ساحل یا شرایط سطح دریا خاصی وابسته نبودند، و آنها توانستند اساساً در همان کنام اکولوژیکی برای یک دوره بسیار طولانی ساکن شوند. دودمان icthyornithean سرانجام در رویداد انقراض کرتاسه-پالئوژن منقرض شدند که باعث انقراض بسیاری از گروه‌های اصلی جانوران خشکی و دریایی در پایان دوران مزوزوئیک شد. آخرین فسیل های ایکتیورنیته در سازند هل کریک بسیار نزدیک (حداقل در عرض 300000 سال) از مرز K-Pg یافت شده است که قدمت آن به 66 میلیون سال می‌رسد.
مطالعۀ توصیفی Protodontopteryx به برخی شباهت‌های "قابل توجه" بین ساختار فک ichthyornitheans و pelagornithids اشاره می‌کند. این مطالعه هنوز هم pelagornithids را به عنوان neognaths طبقه‌بندی می‌کند، بر اساس چند ویژگی پس از جمجمه و بهبود آنها را در یک چندشاخگی با Galloanserae و نوپرندگان جای می‌دهد، اما اشاره می‌کند که این لینک ارزش بررسی دارد و استخوان کامی pelagornithid شناخته نشده است.
مطالعه ای بر روی یک ماهی‌مرغ endocast نشان می‌دهد که این مغز نسبتاً "ابتدایی" در مقایسه با پرندگان مدرن، شبیه به کهن‌بال و سایر تروپودهای غیر پرندگان بود. برعکس، کام آن به طرز چشمگیری با نوآروارگان مدرن همگرا بود.

## رده‌بندی

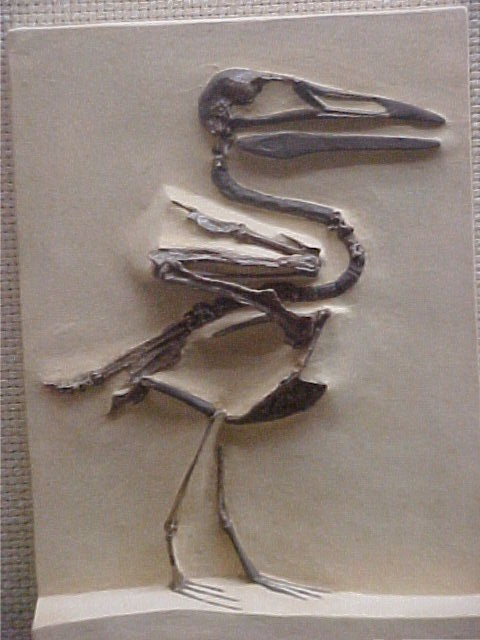
گونه Ichthyornis yale

ماهی‌مرغان (Ichthyornitheans) نزدیک به اصل و نسب پرندگان مدرن، گروه تاج Aves بودند، اما نشان‌دهنده دودمان مستقل از پرندگان دریایی‌مانند دندان‌دار است. مدت‌ها اعتقاد بر این بود که چندین گونه مشابه کرتاسه که از بقایای تکه‌تکه‌ای شناخته شده‌اند، از جمله Ambiortus، Apatornis ، Iaceornis و Guildavis ، علاوه بر همنام این گروه، ماهی‌مرغ، اعضای Ichthyornithes هستند. با این حال، به نظر می‌رسد که اینها بیشتر با پرندگان مدرن مرتبط بوده‌اند تا با Ichthyornis dispar. در سال 2004 بررسی جولیا کلارک از سنگواره ماهی‌مرغ‌مانند، راسته پیشین Ichthyornithiformes و خانواده ماهی‌مرغان مترادف در کلاد Ichthyornithes در نظر گرفته شد، که در آن مقاله، با توجه به آرایه‌شناسی تبارشناختی و همچنین همه فرزندان از اجداد مشترک اخیر از ماهی‌مرغ و پرندگان مدرن تعریف شدند.

### گونه ها
ماهی‌مرغ Ichthyornis dispar ، که از سازند Niobrara در کانزاس شناخته شده است، در حال حاضر تنها گونه معتبر از ichthyornithean است که به اندازه کافی توسط شواهد فسیلی متمایز برای دریافت نام به خوبی پشتیبانی شده است. با این حال، بقایای جداشده از گونه‌های دیگر ایکتیورنیته شناسایی شده است. برای مثال، سه نمونه جداشده از استخوان شانه (RSM P2992.1، UCMP 187207، AMNH 22002) که در سازند هل کریک مونتانا ، سازند لنس وایومینگ ، و سازند فرنچمن ساسکاچوان یافت شده‌اند، به عنوان تک گونه‌های متعلق به یک گونه ماهی‌مرغ‌مانند avialan شناسایی شده‌اند که در این منطقه از شمال امریکا در پایان دوره ماستریختین، در 300.000 سال از رویداد انقراض کرتاسه-پالئوژن 66 میلیون سال پیش می‌زیستند. یکی دیگر از گونه های بی‌نام مشابه Ichthyornis از بقایای جداشده یافت‌شده در سنگ‌های کامپانیایی آلبرتا شناخته شده است. دو گونه دیگر نیز که تنها با استخوان‌های شانه فسیلی نشان داده شده‌اند، از سازند آشویل در دوره سنومانین در نزدیکی رودخانه کاروت، ساسکاچوان شناخته شده‌اند. اگرچه در ابتدا تصور می‌شد که گونه‌ Ichthyornis باشند ، اما احتمالاً یک یا چند جنس جدید را نشان می‌دهند. بقایای بیشتر ایکتیورنیته از روسیه پیشنهاد می‌کند که این گروه در بیشتر نیمکره شمالی در دوره سنومانین قرار داشته است.

### روابط
کلادوگرام زیر نتیجه تجزیه و تحلیل سال 2014 توسط مایکل لی و همکارانش است که بر روی داده های یک مطالعه قبلی توسط اوکونر و ژو در سال 2012 گسترش یافته است و نشان می‌دهد که Ichthyornis با سایر اورنیتورین‌ها ارتباط دارد. نام کلاد بر اساس تعاریف آنها قرار می‌گیرد.

|  | †باخترمرغان                                                           |
|  |                                                                       |
|  | \| \| †Limenavis \| \| \| \| \| \| پرندگان (modern birds) \| \| \| \| |
|  |                                                                       |
|  | †Limenavis                                                            |
|  |                                                                       |
|  | پرندگان (modern birds)                                                |
|  |                                                                       |

|  | †Limenavis             |
|  |                        |
|  | پرندگان (modern birds) |
|  |                        |

|  | †باخترمرغان                                                           |
|  |                                                                       |
|  | \| \| †Limenavis \| \| \| \| \| \| پرندگان (modern birds) \| \| \| \| |
|  |                                                                       |
|  | †Limenavis                                                            |
|  |                                                                       |
|  | پرندگان (modern birds)                                                |
|  |                                                                       |

|  | †Limenavis             |
|  |                        |
|  | پرندگان (modern birds) |
|  |                        |